# Ekkehard Bombe
Ekkehard Bombe (geboren 1939) ist ein deutscher Jurist. Er war von 1994 bis 2004 Präsident des Landgerichts Wiesbaden und von 2001 bis 2004 richterliches Mitglied des Staatsgerichtshofs des Landes Hessen.

## Beruflicher Werdegang
Bombe studierte von 1960 bis 1964 Rechtswissenschaft an der Johann Wolfgang Goethe-Universität Frankfurt am Main. 1968 schloss er sein Studium mit der Zweiten Juristischen Staatsprüfung in Wiesbaden ab.
Von 1968 bis 1971 arbeitete er als Gerichtsassessor im hessischen Justizdienst und war 1974 richterlicher Personalreferent beim Landgericht Frankfurt am Main. 1979 wurde er an das Oberlandesgericht Frankfurt am Main abgeordnet. 1980 wurde er zum Vorsitzenden Richter am Landgericht Frankfurt am Main berufen. Von 1988 bis 1994 wurde an das Hessische Ministerium der Justiz abgeordnet. Von 1994 bis 2004 war er Präsident des Landgerichts Wiesbaden.
1999 wurde Bombe von CDU und FDP als stellvertretendes nicht-richterliches Mitglied vorgeschlagen. Am 26. September 2001 wurde er als richterliches Mitglied am Staatsgerichtshof des Landes Hessen im Hessischen Landtag vereidigt. Er übte das Amt bis 2004 aus.
Am 1. Januar 2006 nahm Ekkehard Bombe das Amt als Ombudsmann der privaten Banken, einer vom Bundesamt für Justiz mit Wirkung zum 1. Februar 2017 anerkannten privaten Verbraucherschlichtungsstelle, auf, das er bis heute innehat.